# Königliche Hauptbank

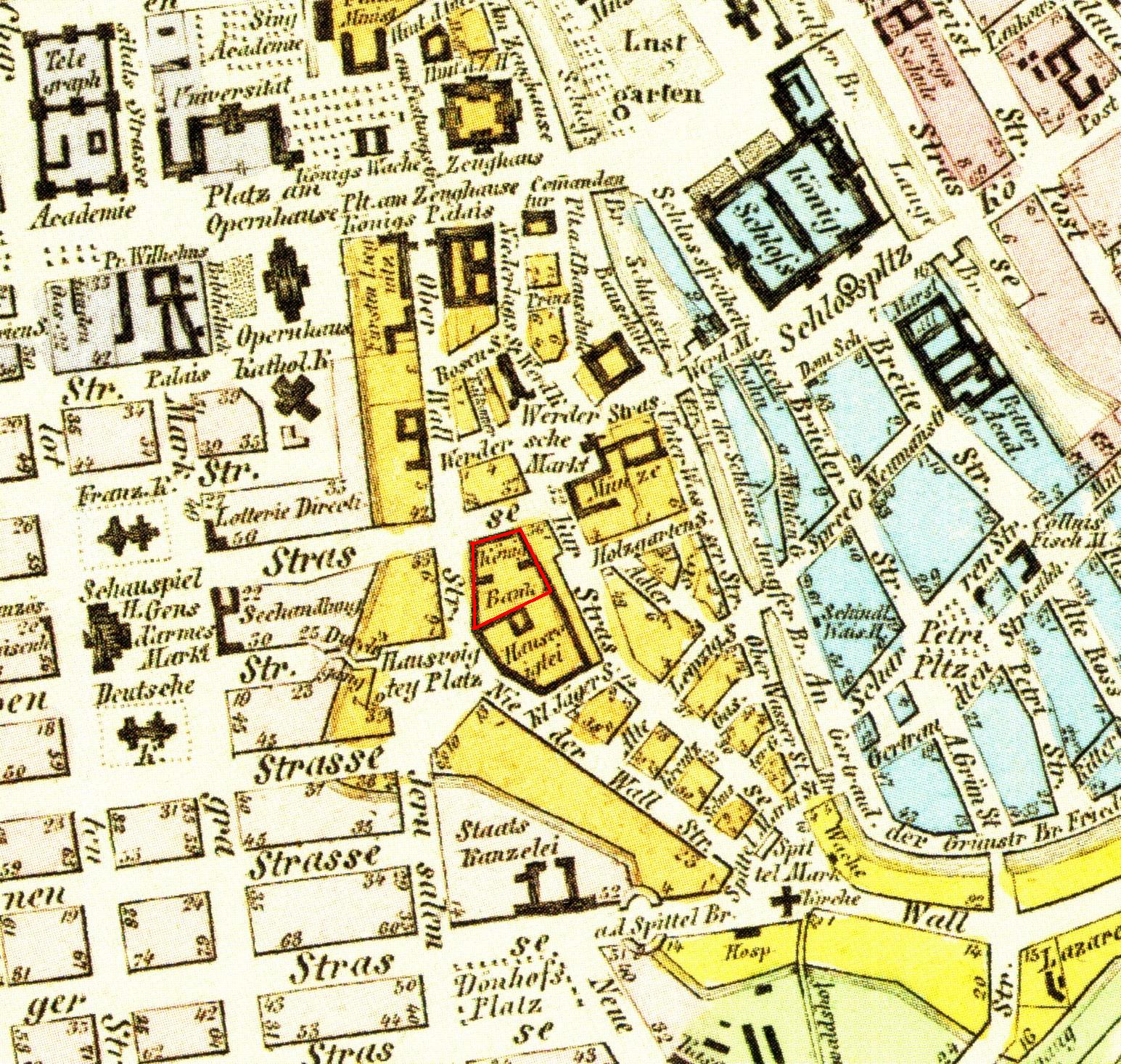
Die Königliche Hauptbank befand sich in der Jägerstraße in Berlin, in unmittelbarer Nachbarschaft der Alten Münze am Werderschen Markt. Ausschnitt aus einem Berlin-Stadtplan von 1847.

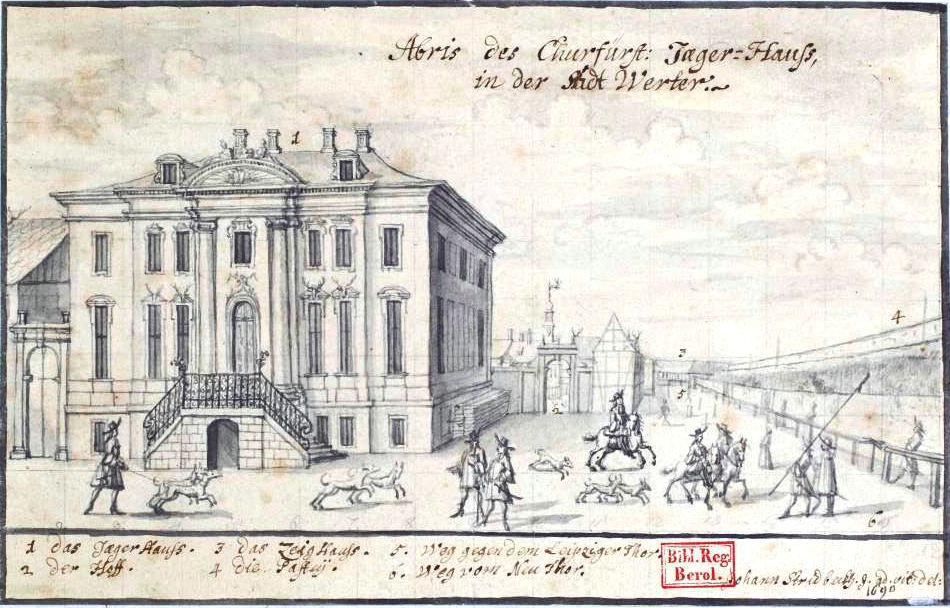
Das Jägerhaus im Jahr 1690, von Johann Stridbeck dem Jüngeren

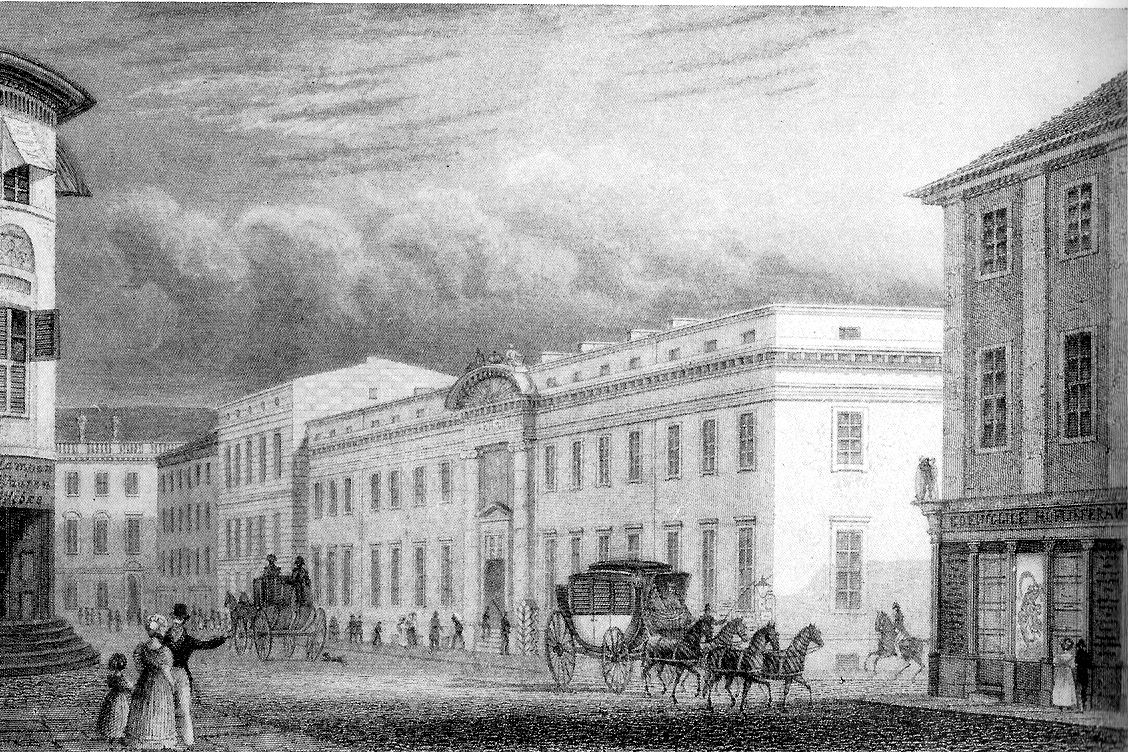
Ansicht der Königlichen Hauptbank in der Jägerstraße 34–35 in Berlin. Unbekannter Graphiker, um 1850.

Die Königliche Hauptbank  war von 1765 bis 1846 faktisch die Zentralnotenbank Preußens.

## Funktion
Am 17. Juni 1765 gründete Friedrich II. die Königliche Giro- und Lehnbank und erteilte ihr am 29. Oktober 1766 das Recht, Banknoten zu emittieren. Mit der Gründung der Bank wurde ein preußischer Bankotaler als Haupteinlagemünze geprägt, der zur Erleichterung des Handels mit dem Ausland dienen sollte.
Am 1. Januar 1847 wurde das inzwischen in Königliche Hauptbank umbenannte, rein staatliche Geldinstitut in die Preußische Bank überführt, bei der auch Privatiers Stammkapital einlegen konnten.

## Standort
Die Königliche Hauptbank war in der Berliner Jägerstraße 34–35 im Stadtteil Friedrichswerder in einem Gebäude untergebracht, das von dem Architekten Johann Arnold Nering 1690 als Wohnhaus für den kurfürstlich-brandenburgischen Oberjägermeister errichtet worden war (siehe Abbildung). Das Gebäude war zwei Geschosse hoch. In der Anfangszeit befanden sich die verschiedenen Kontore der Königlichen Hauptbank nur im Erdgeschoss. Im oberen Geschoss versammelten sich noch um 1786 das Oberbaudepartement und die Haupt-, Nutz- und Brennholzadministration.
1869–1876 errichtete der Architekt Friedrich Hitzig an derselben Stelle einen Neubau, der zum Sitz der Reichsbank wurde.